# Daphnetoxin
Daphnetoxin är en kemisk förening med formeln C27H30O8. Ämnet är ett växttoxin och återfinns i tibast (Daphne mezereum).
Dödlig dos (LD50 för mus) är cirka 0,275 mg/kg peroralt.